# Pycnodus
Pycnodus (van Grieks: πυκνός puknós, 'dicht' en Grieks: ὀδούς odoús 'tand') is een geslacht van uitgestorven straalvinnige beenvissen. Het geslacht leefde in het Krijt en het Eoceen. Er is ongeveer een dozijn soorten benoemd. Het is een prullenbaktaxon, hoewel veel fossielen uit het Jura of Krijt aan dit geslacht worden toegewezen, is alleen de soort Pycnodus apodus uit het Eoceen geldig. Zoals de naam al suggereert, is het het typegeslacht van de Pycnodontiformes.

## Beschrijving
Soorten uit het geslacht Pycnodus hadden een hoge ronde vorm en waren zijdelings afgeplat.
De bekende hele fossielen van Pycnodus zijn tot 30,6 centimeter lang en hebben een oppervlakkige gelijkenis met maanvissen of vlindervissen. De dieren hadden, zoals typerend voor alle andere pycnodontiden, veel knobbelvormige tanden, die verhardingen in de kaken vormden waarmee harde voedselsubstanties, waarschijnlijk weekdieren en stekelhuidigen, werden gebroken en verbrijzeld. Deze tanden zijn de meest voorkomende fossiele vorm.

## Leefwijze
Waarschijnlijk leefden deze vissen in koraalriffen. Hun voedsel bestond mogelijk uit koralen, schelpdieren, en stekelhuidigen.

## Vondsten
De geldige soort Pycnodus is alleen bekend van de Monte Bolca Lagerstätte in Italië, maar fossielen die werden toegewezen aan Pycnodus zijn gevonden in het huidige India, Noord-Afrika, België, Engeland, regio's die overeenkomen met de Tethysoceaan. Een exemplaar van de prehistorische walvis Basilosaurus isis werd gevonden in de Wadi Al-Hitan uit het Eoceen met maaginhoud van zijn laatste maaltijden, waaronder een groot exemplaar van de soort Pycnodus mokattamensis samen met skeletten van de kleinere walvis Dorudon.